# Trocadéro (vascello)
Il Trocadéro fu un vascello di linea francese da 120 cannoni che prestò servizio nella marina francese dal 1824 al 1836

## Storia
Il vascello da 118 cannoni Formidable, appartenente alla Classe Commerce de Marseille, fu impostato presso l'arsenale di Tolone nel settembre 1813. Dopo la caduta di Napoleone Bonaparte e la seguente restaurazione della monarchia, la sua costruzione fu sospesa a tempo indeterminato per ragioni di economia. Molte navi la cui costruzione era iniziata sotto il Primo Impero furono tenute in bacino di carenaggio, protette da un provvisorio tetto in legno, pronte ad essere varate e armate rapidamente in caso di necessità, in caso di conflitto o più semplicemente per sostituire una vecchia nave ritirata dal servizio. Questa pratica permise di raggiungere, a costi inferiori, l'obiettivo ufficiale di 40 navi e 50 fregate fissato dal Ministro della marina, il barone Portal, nel 1820. Tale obiettivo non cambiò fino alla fine della monarchia di luglio.
Nel 1824, la Commissione di Parigi, riunitasi per riconsiderare la costruzione navale francese, fissò a dieci il numero delle navi di primo rango e precisò che avrebbero trasportato 120 cannoni. Tuttavia, la Marine nationale preferì concentrarsi sulla costruzione vascelli e due ponti da 100 e 90 cannoni, richiedendo solo tre navi del tipo Sané Borda da 118 cannoni, come suggerito dal Ministro della Marina barone Tupinier nel 1822 nelle sue memorie Observations sur les dimensions des Vaisseaux et Frégates de la Marine française. A quel tempo, dodici navi di questo tipo erano in servizio o in costruzione. Il Formidable, rinominato Trocadéro nel 1823, fu varato a Tolone il 14 aprile 1824, entrando in servizio nel novembre dello stesso anno.
All'inizio degli anni Trenta del XIX secolo, la marina francese aveva in servizio sei navi da 118/120 cannoni: Océan, Majestueux, Austerliz, Wagram, Montebello, e Trocadéro. Altre quattro, Ville de Paris, Louis XIV, Friedland e Souverain erano mantenute volontariamente sullo scalo di costruzione, pronte per essere varate ed armate più o meno rapidamente se necessario. Delle sei navi in servizio, visto lo stato di vetustà, fu deciso di mantenerne solo tre, la Océan a Brest, e la Montebello e la Trocadéro a Tolone, ritenute meglio conservate delle altre tre. Questi bastimenti, inattivi da diversi anni, necessitavano di importanti riparazioni prima di essere messi in armamento.
A Tolone i lavori di raddobbo del Trocadéro, iniziarono apparentemente nel 1833, e dovevano concludersi con il raddoppio dello scafo al fine di evitare l'azione delle teredini sul legno. Esso avveniva tramite l'applicazione di uno strato di catrame sulla scafo, che veniva a sua volta ricoperto da uno strato di feltro e su di esso, infine, venivano applicate le lastre di rame senza l'uso di chiodi a testa larga che tendevano ad arrugginirsi. Fu durante questa operazione che il vascello andò distrutto da un incendio,  tra il 23 e il 24 marzo 1836. Nella sua opera La Marine, Eugène Pacini scrive che prima di applicare il rivestimento a tre strati, per pulire il legno ed eliminare le strisce di pece e catrame lasciate dalla calafataggio, era necessario riscaldare lo scafo in modo da bruciare il vecchio rivestimento di cui è ricoperto lo scafo. Eugène Pacini, così come gli articoli di stampa dell'epoca, precisano che fu durante questa operazione il tetto mobile del Trocadéro prese fuoco, provocando rapidamente la perdita della nave. Il tetto mobile, una sorta di tetto o copertura che veniva utilizzata negli arsenali e che veniva posta sulla sommità delle navi in costruzione o dismesse per proteggerle dalle intemperie e dal calore del sole.
Dopo il disastro, il ministro della Marina ordinò immediatamente di sostituire il Trocadéro con l'altra nave a tre ponti, la Souverain, che si trova in avanzato stato di completamento pronta per essere messa in servizio. Si indagò, inoltre, sulle cause dell'incendio del vascello e l'indagine fu affidata all'ammiraglio Jean-Baptiste Philibert Willaumez coadiuvato nelle sue ricerche dal barone Rolland, ispettore generale dei lavori di ingegneria marittima. L'indagine durò un mese e dimostrò che non vi era stato né dolo né negligenza.